# Mr. Lisa's Opus
"Mr. Lisa's Opus" é o oitavo episódio da vigésima nona temporada da série animada Os Simpsons, e o 626.º no total. Foi ao ar nos Estados Unidos pela FOX em 3 de dezembro de 2017. O título é uma referência do filme Mr. Holland's Opus.

## Enredo
Sete anos atrás, Lisa acorda Marge e Homer. Homer admira como ela é impressionante, ofendendo Bart quem o apunha na perna com um lápis.
No presente, Lisa está escrevendo um ensaio de admissão ao Harvard College e ela começa a escrever seu passado.
Ela começa com o seu 7º aniversário, mostrando como Marge acostuma Maggie a usar chupeta. A família e sua professora, Sra. Myles, esquecem-se de seu aniversário, com a Sra. Myles enviando-a para o diretor Skinner depois que ela fica triste com eles comemorando o aniversário de Hubert Wong. Homer vem buscá-la e, finalmente, lembra que é o aniversário dela e, chegando em casa, descobrem que Ned não esqueceu e ofereceu-lhe um triciclo. A família comemora seu aniversário com um bolo feito de uma xícara de leite e algumas velas sobre ele.
Em seguida, Homer está trabalhando em uma bicicleta de exercício e está tendo problemas médicos. Lisa mostra como o casamento com Marge está perturbado, que quase desmoronou quando completou 14 anos. A família desta vez lembra-se e traz Leon Kompowsky para cantar novos versos para "Feliz Aniversário, Lisa", enquanto Homer traz um bolo com "Feliz 12º aniversário do 12º aniversário", perturbando-a.
Lisa volta para casa da escola no ônibus e descobre uma carta em uma mala ao colocar alguns pacotes no armário de Marge, dizendo que ela o deixou e abriu uma cama e pequeno almoço com as outras crianças, e um comprimido com Artie Ziff zombando dele por isso. No entanto, Marge ainda não saiu.
No jantar, Marge fica brava com Homer por ter bebido na frente das crianças e diz-lhe para ir a Taverna do Moe para beber. Marge vai à cozinha chorar e Lisa está pronta para agir. Na taberna, Moe agora têm pernas de aranha artificiais enquanto Lisa entra para dizer-lhe que Marge vai deixá-lo e o faz prometer que ele vai parar de beber. Ele chama seu ajudante para ajudá-lo a parar, e é Ned. Ele é bem-sucedido e o casamento é salvo.
Harvard College envia um drone para Lisa com sua aceitação e destrói outros drones semelhantes de outras faculdades. Ela vai para a faculdade e decora seu quarto, mas não está feliz em seu primeiro dia. Bart aplaude e depois sai com o resto da família, preparando-se para a nova vida, também encontrando um novo companheiro de quarto que torna a vida na faculdade melhor. Nós conseguimos ver uma colagem de cenas através de sua vida, de volta à primeira cena.
Na cena final, Homer, Lisa e Marge cantam uma nova versão de "Those Were the Days" de All in the Family. Norman Lear entra na casa dizendo a Homer e Marge que os verá no tribunal.

## Recepção
Dennis Perkins do The A.V. Club deu ao episódio um C, afirmando que "o roteiro de Jean nos envolve perseguindo essas Lisas de diferentes anos ao longo dos anos sem nenhum propósito ou efeito real. Existem alguns momentos doces que se destacam mais pela sua humanidade abrupta diante dos truques tanto quanto seu impacto emocional."
Tony Sokol do Den of Geek deu ao episódio 4.5/5 estrelas, dizendo, "‘Mr. Lisa's Opus’ é uma paródia épica do filme de comédia, ao longo das linhas, mas mais divertidas em linha a linha do que ‘Barthood.’ da última temporada. Mesmo uma pequena mordaça em uma batalha eterna assume histórico Relevância. O episódio tem sua melodia, mas Al-Jean corta-a com subversão brilhante. A voz de Homer de Dan Castellaneta está em sua glória como um sistema de entrega de risca de fogo rápido."
"Mr. Lisa's Opus" marcou uma classificação 1.7 com uma participação de 6 e foi assistido por 4,28 milhões de espectadores, tornando-se o programa mais assistido da Fox pela noite.